# Georges Bollengier-Stragier
Georges Bollengier-Stragier, né le 16 février 1925 à Saint-Pol-sur-Mer (Nord), décédé le 4 août 2015 à Bormes-les-Mimosas (Var), est un homme politique français.

## Biographie
Ancien élève du lycée David d'Angers (Angers), médecin généraliste, il est maire de la ville de Coulaines dans la Sarthe pendant 42 ans de 1959 à mars 2001. Il exerce son mandat de député du 2 avril 1986 au 14 mai 1988.

## Détail des fonctions et des mandats
Mandats locaux
- 1959 - 1965 : Maire de Coulaines
- 1965 - 1971 : Maire de Coulaines
- 1971 - 1977 : Maire de Coulaines
- 1977 - 1983 : Maire de Coulaines
- 1983 - 1989 : Maire de Coulaines
- 1989 - 1995 : Maire de Coulaines
- 1995 - 2001 : Maire de Coulaines
- 1967 - 1973 : Conseiller général du canton du Mans-Nord
- 1973 - 1979 : Conseiller général du canton du Mans-Nord
- 1979 - 1982 : Conseiller général du canton du Mans-Nord
- 1982 - 1985 : Conseiller général du canton du Mans-Nord-Campagne
- 1985 - 1992 : Conseiller général du canton du Mans-Nord-Campagne
- 1992 - 1998 : Conseiller général du canton du Mans-Nord-Campagne

Mandat parlementaire
- 16 mars 1986 - 14 mai 1988 : Député de la Sarthe